# Chad Bassen
Chad Bassen (* 25. April 1983 in Strathmore, Alberta) ist ein deutsch-kanadischer Eishockeyspieler, der zuletzt bis zum Ende der Saison 2024/25 beim VER Selb aus der DEL2 unter Vertrag gestanden und dort auf der Position des Centers gespielt hat. Zuvor absolvierte Bassen unter anderem über 800 Spiele für die Frankfurt Lions, Straubing Tigers, Hamburg Freezers, Augsburger Panther, Grizzly Adams Wolfsburg, Iserlohn Roosters und Nürnberg Ice Tigers in der Deutschen Eishockey Liga (DEL).

## Karriere
Chad Bassen begann seine Profikarriere bei den Regina Pats in der kanadischen Juniorenliga Western Hockey League (WHL) und spielte in der Zeit von 2000 bis 2004 bei insgesamt vier Franchises innerhalb der Liga. Von den Regina Pats, mit denen er im Jahr 2001 am Memorial Cup teilnahm, war der Center zu den Vancouver Giants gewechselt, anschließend zu den Medicine Hat Tigers, bis er schließlich für die Everett Silvertips auf dem Eis stand.
Zur Saison 2004/05 unterschrieb der Kanadier, der inzwischen auch die deutsche Staatsbürgerschaft erhalten hatte, bei den Frankfurt Lions aus der Deutschen Eishockey Liga (DEL). Dort spielte er bis ins Jahr 2007 hinein, konnte sich aber nicht entscheidend durchsetzen. Nach einem kurzen Gastspiel beim EV Landsberg in der 2. Bundesliga in der Saison 2006/07 wechselte Bassen im Herbst 2007 zu den Straubing Tigers, die ein Jahr zuvor in die DEL aufgestiegen waren. Unter dem neuen Trainer Bob Manno gelang es Bassen, sich in Straubing zu etablieren, sodass sein Vertrag bereits im Frühjahr 2008 bis zum Ende der Saison 2009/10 verlängert wurde. Zur Saison 2010/11 unterschrieb der Stürmer einen Vertrag bei den Hamburg Freezers. Nach einem Jahr verließ der Linksschütze Hamburg wieder und wechselte zu den Augsburger Panthern, wo er mit seiner Mannschaft zweimal die Pre-Playoffs erreichte. Zum Ende der Saison schlug der Deutsch-Kanadier eine Vertragsverlängerung aus und unterschrieb im Sommer 2013 einen Einjahresvertrag bei den Grizzly Adams Wolfsburg, seinem fünften Verein in der DEL.
Zur Saison 2014/15 wechselte Bassen zum Ligakonkurrenten Iserlohn Roosters. Dort verbrachte der Angreifer vier Spielzeiten, ehe er im September 2018 zu den Nürnberg Ice Tigers wechselte. Bei den Nürnbergern stand er bis 2020 unter Vertrag. Bis zum Saisonende 2019 absolvierte er 803 DEL-Spiele und sammelte dabei 254 Scorerpunkte. In der Saison 2020/21 spielte der Mittelstürmer beim EHC Freiburg in der DEL2, wobei er in 45 Spielen 30 Scorerpunkte erzielen konnte. Im Mai 2021 gab er seinen Wechsel zu den Blue Devils Weiden in die drittklassige Eishockey-Oberliga bekannt. Bassen verbrachte zwei Spielzeiten in der Oberpfalz und verpasste mit dem Klub im Frühjahr 2023 nur knapp den Aufstieg in die DEL2, ehe er im Sommer keinen neuen Vertrag erhielt. Im Dezember desselben Jahres wurde der 40-Jährige vom VER Selb aus der DEL2 zunächst auf Probe bis Mitte Februar 2024 verpflichtet. Bereits Ende Januar wurde das Engagement bis zum Saisonende ausgeweitet, nachdem der Angreifer bis dato in 16 Einsätzen zwölf Punkte gesammelt hatte. Am Ende der Saison 2024/25 stieg Bassen mit den Wölfen in die Oberliga ab.

## Karrierestatistik
Stand: Ende der Saison 2024/25
(Legende zur Spielerstatistik: Sp oder GP = absolvierte Spiele; T oder G = erzielte Tore; V oder A = erzielte Assists; Pkt oder Pts = erzielte Scorerpunkte; SM oder PIM = erhaltene Strafminuten; +/− = Plus/Minus-Bilanz; PP = erzielte Überzahltore; SH = erzielte Unterzahltore; GW = erzielte Siegtore; 1 Play-downs/Relegation; Kursiv: Statistik nicht vollständig)

## Familie
Bassen entstammt einer Eishockeyfamilie. Bereits sein Großvater Hank Bassen war als Profi aktiv und absolvierte als Torwart unter anderem 160 Spiele in der National Hockey League (NHL). Seine Onkel Bob und Mark Bassen blicken ebenfalls auf eine Karriere im professionellen Eishockey zurück. Während Bob fast 870 Partien in der NHL absolvierte und dort später auch als Funktionär tätig war, schaffte Mark den Sprung in die Deutsche Eishockey Liga (DEL), wo er 275 Einsätze absolvierte. Dessen Sohn Boaz Bassen, der es ebenso als Profi in die DEL schaffte, ist der Cousin von Chad Bassen.